# 斯圖爾特·辛克
斯圖爾特·辛克（Stewart Cink, 1973年5月21日—）是一位美國職業高爾夫球手。出生在美國的亨茨維爾。在2004-2005球季期間，他曾連續27周停留在世界排名前10位之列。歷史最高排名達到第6位。

## 外部連結
- PGA巡迴賽網站上的介紹 （页面存档备份，存于）